# Associazione Calcio Asti T.S.C. 1983-1984
Questa voce raccoglie le informazioni riguardanti l'Associazione Calcio Asti T.S.C. nelle competizioni ufficiali della stagione 1983-1984.

## Stagione
Nella stagione 1983-1984 l'Asti disputò il terzo campionato di Serie C2 della sua storia; al termine del torneo conquistò la promozione in C1, a quindici anni dall'ultima presenza in terza serie.

## Divise e sponsor
| 1ª divisa |

## Organigramma societario
Area direttiva
- Presidente: Giuseppe Nosenzo
- Direttore sportivo: Piero Patrisso
- Segretario: Giuliano Molinari

Area tecnica
- Allenatore: Ezio Volpi

## Rosa
| N. |                   | Ruolo | Calciatore             |
| -- | ----------------- | ----- | ---------------------- |
|    | Italia (bandiera) | P     | Roberto Bocchino       |
|    | Italia (bandiera) | P     | Iliano Riccarand       |
|    | Italia (bandiera) | D     | Gian Mario Cappelletti |
|    | Italia (bandiera) | D     | Walter Franchini       |
|    | Italia (bandiera) | D     | Massimo Prevedini      |
|    | Italia (bandiera) | D     | Roberto Spollon        |
|    | Italia (bandiera) | D     | Udalrico Tretter       |
|    | Italia (bandiera) | C     | Giovanni Allegrini     |
|    | Italia (bandiera) | C     | Gianfranco Bellacomo   |
|    | Italia (bandiera) | C     | Nicola Cassano         |

| N. |                   | Ruolo | Calciatore           |
| -- | ----------------- | ----- | -------------------- |
|    | Italia (bandiera) | C     | Marcello Crispoltoni |
|    | Italia (bandiera) | C     | Domenico Marchese    |
|    | Italia (bandiera) | C     | Paolo Morcia         |
|    | Italia (bandiera) | C     | Giuseppe Pillon      |
|    | Italia (bandiera) | C     | Massimo Spigoni      |
|    | Italia (bandiera) | C     | Tiziano Zorzetto     |
|    | Italia (bandiera) | A     | Fabrizio Daidola     |
|    | Italia (bandiera) | A     | Gianni Frara         |
|    | Italia (bandiera) | A     | Claudio Grossi       |
|    | Italia (bandiera) | A     | Luciano Venturini    |

## Risultati

### Serie C2

#### Girone di andata
| Quartu Sant'Elena 17 settembre 1983 1º Giornata                                | Sant'Elena | 2 – 1 (nulla)       | Asti TSC | Stadio Is Arenas |
| \| \| \| \| \| Mureddu 67’ Gattelli 77’ \| Marcatori \| 48’ (aut.) Gariazzo \| |            |                     |          |                  |
|                                                                                |            |                     |          |                  |
| Mureddu 67’ Gattelli 77’                                                       | Marcatori  | 48’ (aut.) Gariazzo |          |                  |

| Arbitro: | Grechi (Milano) |

|                         |           |              |
| Marchese 21’ Grossi 44’ | Marcatori | 52’ Donatini |

| Arbitro: | Calafiore (Brescia) |

|            |           |  |
| Cassano 3’ | Marcatori |  |

| Casale Monferrato 9 ottobre 1983 4º Giornata | Casale                | 0 – 0 | Asti TSC | Stadio Natale Palli\| Arbitro: \| Della Rovere (Torino) \| |
| Arbitro:                                     | Della Rovere (Torino) |       |          |                                                            |

| Asti 16 ottobre 1983 5º Giornata | Asti TSC          | 0 – 0 | Torres | Stadio Censin Bosia\| Arbitro: \| Scalise (Bologna) \| |
| Arbitro:                         | Scalise (Bologna) |       |        |                                                        |

| Arbitro: | Busceti (Taurianova) |

|  |           |               |
|  | Marcatori | 14’ Venturini |

| Asti 30 ottobre 1983 7º Giornata | Asti TSC          | 0 – 0 | Pontedera | Stadio Censin Bosia\| Arbitro: \| Padovan (Gorizia) \| |
| Arbitro:                         | Padovan (Gorizia) |       |           |                                                        |

| Arbitro: | D'Innocenzo (Ciampino) |

|                |           |            |
| Cavagnetto 51’ | Marcatori | 28’ Pillon |

| Arbitro: | Fiorenza (Siena) |

|               |           |  |
| Venturini 11’ | Marcatori |  |

| Arbitro: | Marascia (Roma) |

|                  |           |              |
| Soda 4’ Ogno 53’ | Marcatori | 65’ Marchese |

| Arbitro: | Tedeschi (Bologna) |

|            |           |  |
| Grossi 16’ | Marcatori |  |

| Livorno 4 dicembre 1983 12º Giornata | Livorno                  | 0 – 0 | Asti TSC | Stadio Comunale\| Arbitro: \| Dall'Oca (Abbiategrasso) \| |
| Arbitro:                             | Dall'Oca (Abbiategrasso) |       |          |                                                           |

| Arbitro: | Quartuccio (Torre Annunziata) |

|                                    |           |             |
| Grossi 35’, 70’ (rig.) Spigoni 84’ | Marcatori | 62’ Galasso |

| Arbitro: | Tarantola (Genova) |

|  |           |              |
|  | Marcatori | 60’ Marchese |

| Arbitro: | Tarallo (Como) |

|  |           |             |
|  | Marcatori | 85’ Cassano |

| Arbitro: | Isola (Parma) |

|             |           |  |
| Spollon 16’ | Marcatori |  |

| Arbitro: | Fabricatore (Roma) |

|              |           |             |
| Carmassi 71’ | Marcatori | 50’ Cassano |

#### Girone di ritorno
| 30 gennaio 1984 18º Giornata | Asti TSC | – (n.d.) | Sant'Elena |  |

| Massa 5 febbraio 1984 19º Giornata | Massese          | 0 – 0 | Asti TSC | Stadio degli Oliveti\| Arbitro: \| Ramacci (Latina) \| |
| Arbitro:                           | Ramacci (Latina) |       |          |                                                        |

| Arbitro: | Fiorenza (Siena) |

|  |           |            |
|  | Marcatori | 52’ Grossi |

| Arbitro: | Catania (Roma) |

|                                    |           |  |
| Pessoz 54’ (aut.) Cadei 84’ (aut.) | Marcatori |  |

| Arbitro: | Gabbrielli (Prato) |

|           |           |              |
| Trudu 36’ | Marcatori | 60’ Marchese |

| Arbitro: | Grechi (Milano) |

|                           |           |  |
| Marchese 50’ Zorzetto 90’ | Marcatori |  |

| Arbitro: | Guidi (Bologna) |

|            |           |              |
| Pelati 55’ | Marcatori | 61’ Marchese |

| Arbitro: | Frigerio (Milano) |

|                      |           |  |
| Venturini 22’ (rig.) | Marcatori |  |

| Voghera 1º aprile 1984 26º Giornata | Vogherese       | 0 – 0 | Asti TSC | Stadio Comunale\| Arbitro: \| Nicchi (Arezzo) \| |
| Arbitro:                            | Nicchi (Arezzo) |       |          |                                                  |

| Arbitro: | Calafiore (Brescia) |

|                               |           |          |
| Cappelletti 11’ Venturini 53’ | Marcatori | 13’ Soda |

| Cerreto Guidi 15 aprile 1984 28º Giornata | Cerretese          | 0 – 0 | Asti TSC | Stadio Comunale\| Arbitro: \| Scalcione (Matera) \| |
| Arbitro:                                  | Scalcione (Matera) |       |          |                                                     |

| Arbitro: | Felicani (Bologna) |

|               |           |               |
| Venturini 66’ | Marcatori | 70’ Villanova |

| Arbitro: | Strada (Abbiategrasso) |

|                    |           |                      |
| Luccini 71’ (rig.) | Marcatori | 59’ (rig.) Venturini |

| Arbitro: | Lorusso (Milano) |

|                                 |           |          |
| Venturini 17’ Grossi 72’ (rig.) | Marcatori | 18’ Paci |

| Arbitro: | Vasselli (Roma) |

|  |           |             |
|  | Marcatori | 90’ Arcoleo |

| Arbitro: | Moschet (Conegliano) |

|                 |           |              |
| Pietropaolo 83’ | Marcatori | 26’ Marchese |

| Arbitro: | Cazzamalli (Milano) |

|                         |           |  |
| Marchese 10’ Pillon 15’ | Marcatori |  |

### Coppa Italia Serie C

#### Fase eliminatoria a gironi
| Tortona 21 agosto 1983 1º Giornata | Derthona | 0 – 0 | Asti TSC | Stadio Fausto Coppi |

| Arbitro: | Tarantola (Genova) |

|                        |           |             |
| Grossi 35’ Spollon 78’ | Marcatori | 71’ Manueli |

| Casale Monferrato 28 agosto 1983 3º Giornata | Casale             | 0 – 0 | Asti TSC | Stadio Natale Palli\| Arbitro: \| Mitrugno (Legnano) \| |
| Arbitro:                                     | Mitrugno (Legnano) |       |          |                                                         |

| Asti 31 agosto 1983 4º Giornata | Asti TSC | 0 – 0 | Derthona | Stadio Censin Bosia |

| Arbitro: | Falca (Pinerolo) |

|                                                  |           |             |
| Frara 30’ (aut.) Cavaglià 41’ Manueli 78’ (rig.) | Marcatori | 63’ Spollon |

| Asti 11 settembre 1983 6º Giornata | Asti TSC | 0 – 0 | Casale | Stadio Censin Bosia |

## Statistiche

### Statistiche di squadra
| Competizione         | Punti | In casa | In casa | In casa | In casa | In casa | In casa | In trasferta | In trasferta | In trasferta | In trasferta | In trasferta | In trasferta | Totale | Totale | Totale | Totale | Totale | Totale | DR  |
| Competizione         | Punti | G       | V       | N       | P       | Gf      | Gs      | G            | V            | N            | P            | Gf           | Gs           | G      | V      | N      | P      | Gf     | Gs     | DR  |
| -------------------- | ----- | ------- | ------- | ------- | ------- | ------- | ------- | ------------ | ------------ | ------------ | ------------ | ------------ | ------------ | ------ | ------ | ------ | ------ | ------ | ------ | --- |
| Serie C2             | 46    | 16      | 12      | 3       | 1       | 21      | 6       | 16           | 4            | 11           | 1            | 11           | 8            | 32     | 16     | 14     | 2      | 32     | 14     | +18 |
| Coppa Italia Serie C | -     | 3       | 2       | 1       | 0       | 5       | 1       | 3            | 0            | 2            | 1            | 1            | 3            | 6      | 2      | 3      | 1      | 6      | 4      | +2  |
| Totale               | -     | 19      | 14      | 4       | 1       | 26      | 7       | 19           | 4            | 13           | 2            | 12           | 11           | 38     | 18     | 17     | 3      | 38     | 18     | +20 |

### Statistiche dei giocatori[3]
| Giocatore        | Serie C2 | Serie C2 | Coppa Italia Serie C | Coppa Italia Serie C | Totale   | Totale |
| Giocatore        | Presenze | Reti     | Presenze             | Reti                 | Presenze | Reti   |
| ---------------- | -------- | -------- | -------------------- | -------------------- | -------- | ------ |
| G. Allegrini     | 29       | 0        | 3+                   | 0+                   | 32+      | 0+     |
| G. Bellacomo     | 13       | 0        | 4+                   | 0+                   | 17+      | 0+     |
| R. Bocchino      | 31       | -14      | ?                    | -                    | 31+      | -14    |
| G.M. Cappelletti | 25       | 1        | ?                    | ?                    | 25+      | 1+     |
| N. Cassano       | 31       | 3        | 4+                   | 0+                   | 35+      | 3+     |
| M. Crispoltoni   | 1        | 0        | 2+                   | 0+                   | 3+       | 0+     |
| F. Daidola       | -        | -        | 1+                   | 0+                   | 1+       | 0+     |
| W. Franchini     | 27       | 0        | 4+                   | 0+                   | 31+      | 0+     |
| G. Frara         | 7        | 0        | 2+                   | 0+                   | 9+       | 0+     |
| C. Grossi        | 25       | 6        | 4+                   | 1+                   | 29+      | 7+     |
| D. Marchese      | 24       | 8        | 1+                   | 0+                   | 25+      | 8+     |
| P. Morcia        | -        | -        | 2+                   | 0+                   | 2+       | 0+     |
| G. Pillon        | 32       | 1        | 4+                   | 0+                   | 36+      | 1+     |
| M. Prevedini     | 29       | 0        | ?                    | ?                    | 29+      | 0+     |
| I. Riccarand     | 1        | 0        | 4+                   | -4                   | 5+       | -4     |
| M. Spigoni       | 26       | 1        | 3+                   | 0+                   | 29+      | 1+     |
| R. Spollon       | 30       | 1        | 4+                   | 2+                   | 34+      | 3+     |
| U. Tretter       | 23       | 0        | 4+                   | 0+                   | 27+      | 0+     |
| L. Venturini     | 27       | 7        | 2+                   | 0+                   | 29+      | 7+     |
| T. Zorzetto      | 24       | 1        | ?                    | ?                    | 24+      | 1+     |